# Reichsmusikzug des Reichsarbeitsdienstes
Der Reichsmusikzug des Reichsarbeitsdienstes war ein deutscher Musikzug des Reichsarbeitsdienstes aus Potsdam-Golm, welcher zur Zeit des Nationalsozialismus unter der Leitung von Herms Niel stand und sich im musikalischen Bereich der propagandistischen Marschmusik betätigte. Im Rahmen seines Wirkens trat der Reichsmusikzug im In- und Ausland auf unterschiedlichste Weise in Erscheinung. So beispielsweise während der Reichsparteitage der Nationalsozialistischen Deutschen Arbeiterpartei oder in Ergänzung des Begleitprogramms der Bayreuther Festspiele. Ein weiteres Aufgabengebiet beinhaltete die kulturelle Truppenbetreuung vor Ort, erweitert durch Sendebeiträge im Rundfunk. Auftritte im Ausland umfassten vollumfänglich die vom Deutschen Reich besetzten Länder, wie unter anderen Belgien, Bulgarien, Frankreich, Norwegen und Ungarn. Veröffentlichungen auf den zur damaligen Zeit verwendeten Schellackplatten erfolgten unter der Schirmherrschaft der Labels Deutsche Grammophon, Die Stimme Seines Herrn, Gloria, Kristall und Tempo.

## Tondokumente
- 1939: Matrosenlied / Es geht um's Vaterland Matrosenlied (Deutsche Grammophon, Die Stimme Seines Herrn)
- 1939: Liebling Wenn Ich Traurig Bin / Edelweiß (Deutsche Grammophon, Die Stimme Seines Herrn)
- 1940: Frankreichlied (Kamerad Wir Marschieren Im Westen) / Gegen Briten Und Franzosen (Deutsche Grammophon, Die Stimme Seines Herrn)
- 1940: Antje, Mein Blondes Kind / Ritter Der Nordsee (Deutsche Grammophon)
- 1940: Lebe Wohl, Du Kleine Monika / Gerda - Ursula - Marie (Deutsche Grammophon, Die Stimme Seines Herrn)

## Filmauftritt
- 1941: Sechs Tage Heimaturlaub